# 亞坎布國家公園
9°38′N 69°40′W / 9.633°N 69.667°W

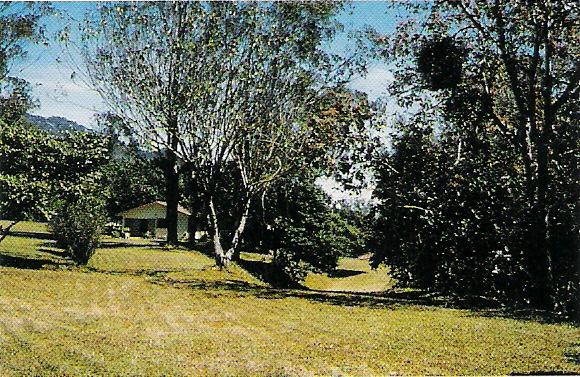

亞坎布國家公園是委內瑞拉的國家公園，位於該國西北部，由拉臘州負責管轄，面積146平方公里，始建於1962年6月12日，該地區有60種蘭花生長。